# Stanhope (Iowa)
Stanhope es una ciudad ubicada en el condado de Hamilton en el estado estadounidense de Iowa. En el Censo de 2010 tenía una población de 422 habitantes y una densidad poblacional de 168,32 personas por km².

## Geografía
Stanhope se encuentra ubicada en las coordenadas 42°17′20″N 93°47′46″O / 42.28889, -93.79611. Según la Oficina del Censo de los Estados Unidos, Stanhope tiene una superficie total de 2.51 km², de la cual 2.51 km² corresponden a tierra firme y (0%) 0 km² es agua.

## Demografía
Según el censo de 2010, había 422 personas residiendo en Stanhope. La densidad de población era de 168,32 hab./km². De los 422 habitantes, Stanhope estaba compuesto por el 96.45% blancos, el 0.24% eran afroamericanos, el 0.24% eran amerindios, el 0.24% eran asiáticos, el 0% eran isleños del Pacífico, el 1.42% eran de otras razas y el 1.42% pertenecían a dos o más razas. Del total de la población el 1.42% eran hispanos o latinos de cualquier raza.